# The roadmap in your head
The roadmap to your head is het tweede studioalbum van Don Falcone alias Spirits Burning en Cyrille Verdeaux alias Clearlight. Het was wat dat betreft de opvolger van Healthy music in large doses. Ook voor de tweede samenwerking verzamelden beiden een aantal gastmusici bij elkaar om hun muziek vast te leggen. Zij gebruikten voornamelijk musici uit de Gong- en Hawkwindfamilies. De muziek is grotendeels instrumentale spacerock. Het album bevat de laatste muziek van de Australiër Daevid Allen, die gedurende het opnametraject overleed. Het album is aan hem opgedragen.

## Musici
- Daevid Allen speelde o.a. in Gong, University of Errors en Soft Machine
- Karen Anderson speelde o.a. in Blue Lily Commission, Mooch, etc.
- Steve Bemand speelde o.a. in Hawkwind
- Albert Bouchard speelde o.a. in Blue Öyster Cult
- Paul Booth speelde o.a. in  de band rond Steve Winwood
- Alan Sitar Brown speelde o.a. in  Mooch
- Michael Clare  speelde o.a. in University of Errors en een band van Daevid Allen
- Judy Dyble speelde o.a. in Fairport Convention, Giles, Giles & Fripp
- Ian East speelde o.a. in Gong
- Doug Erickson speelde o.a. in Grindlestone
- Don Falcone speelde o.a. in  band rond Daevid Allen
- Jack Gold-Molina speelde o.a. met Nik Turner
- Fabio Golfetti speelde o.a. in Gong
- Steve Hayes speelde o.a. in Hawkwind
- Keith Hill speelde o.a. inSignified, Civilian Zen
- Steve Hillage speelde o.a. in Gong, System 7, Hawkwind en Nik Turner
- Mike Howlett speelde o.a. in Gong
- Jerry Jeter speelde o.a. in Kameleon
- William Kopecky speelde o.a. in Telescope Road
- Kenneth Magnusson speelde o.a. in The Moor, Big Noise
- Didier Malherbe speelde o.a. in Gong, Clearlight
- Pierce McDowell speelde o.a. in GonG Matrices
- David Newhouse speelde o.a. in The Muffins
- Stefanie Petrik speelde o.a. in Gong
- John Purves speelde o.a. in Connell-Purves Group
- Jonathan Segel speelde o.a. in Camper Van Beethoven, Dieselhed
- Karl E.H. Seigfried speelde o.a. in Boykin
- Karen Stackjpole speelde o.a. in Euphonics
- Dave Sturt speelde o.a. in Gong, Cypher, Jade Warrior
- Kavus Torabi speelde o.a. in Gong
- Theo Travis speelde o.a. in David Gilmour, Steven Wilson, Porcupine Tree, Soft Machine Legacy, Gong, King Crimson
- Nik Turner speelde o.a. in Hakwind en eigen bands
- Cyrille Verdeaux speelde o.a. in Clearlight
- Harry Williamson speelde o.a. in Mother Gong en bij Anthony Phillips en Sting
- Bridget Wishart speelde o.a. in Hawkwind

## Muziek
| Nr. | Titel                                       | Duur  |
| --- | ------------------------------------------- | ----- |
| 1.  | The roadmap in your head                    | 3:56  |
| 2.  | Sun sculptor & The electrobilities          | 3:50  |
| 3.  | The birth of belief                         | 8:38  |
| 4.  | Coffee for Coltrane                         | 6:58  |
| 5.  | Isolation in 10 80                          | 2:55  |
| 6.  | Mrs. Noonness                               | 4;12  |
| 7.  | The old college sky is where we left it     | 1:28  |
| 8.  | Fuel for the gods                           | 13:05 |
| 9.  | Early evening rain                          | 3:31  |
| 10. | Black squirrel at the root of the staircase | 7:34  |
| 11. | Outsiders parachute in                      | 5:48  |
| 12. | Deja vu                                     | 2:25  |
| 13. | La rue inconnu                              | 4:48  |
| 14. | Roadmaps (The other way)                    | 5:59  |